# Nucleair geneeskundige
Een nucleair geneeskundige is een medisch specialist die de nucleaire geneeskunde uitoefent.

Nucleair geneeskundigen werken in teamverband samen met andere artsen, verpleegkundigen, fysici, chemici, medisch nucleair werkers en apothekers.

## Opleiding
Nederland
In Nederland volgt men na de opleiding tot basisarts de CORONA opleiding van 5 jaar. Hiervan zijn de eerste 2,5 jaar gezamenlijk met de opleiding tot radioloog. De laatste fase van de opleiding is de differentiatiefase (2,5 jaar), waar men kan kiezen voor de differentiatie nucleaire geneeskunde (differentiatieduur 1,5 jaar). Een deel van de opleiding wordt besteed aan de technische kant van het beroep. De differentiatie nucleaire geneeskunde kan gevolgd worden in de volgende ziekenhuizen:
- NoordWest Ziekenhuisgroep - Alkmaar
- Meander Medisch Centrum - Amersfoort
- Amsterdam UMC - Amsterdam (locatie VUmc en locatie AMC)
- Catharina Ziekenhuis - Eindhoven
- Universitair Medisch Centrum Groningen - Groningen
- Leids Universitair Medisch Centrum - Leiden
- Universitair Medisch Centrum - Maastricht
- St. Antonius Ziekenhuis - Nieuwegein
- Radboudumc - Nijmegen
- Erasmus MC - Rotterdam
- Universitair Medisch Centrum Utrecht - Utrecht

Ook zijn er stageplaatsen in het Antoni van Leeuwenhoek ziekenhuis in Amsterdam, Isala in Zwolle en het Spaarne Ziekenhuis in Hoofddorp.
De Nederlandse Vereniging voor Nucleaire Geneeskunde (NVNG), waarvan ook niet-artsen zoals nucleair chemici en dergelijke lid kunnen zijn, telt ongeveer 300 leden.
België
In België volgt men nadat de master in de geneeskunde is afgerond, de vijfjarige master-na-master opleiding in de specialistische geneeskunde: nucleaire geneeskunde.